# Поверхневе зміцнення
Поверхне́ве змі́цнення (англ. surfase strengthening) — зміцнення шляхом зміни властивостей поверхневого шару заготовки або виробу.

## Актуальність технологій поверхневого зміцнення
Підвищення опору деталей руйнуванню для різних видів експлуатаційного навантаження досягають за допомогою технологічних методів об'ємного або поверхневого зміцнення. Об'ємне зміцнення (зміцнення матеріалів) підвищує статичну міцність деталей, у яких робочі механічні напруження розподілені більш-менш рівномірно. Для виготовлення таких деталей застосовують високоміцні сталі та сплави, композиційні матеріали. Проте більшість деталей працює в умовах, за яких експлуатаційного навантаження (тиск, нагрівання, тертя, дія навколишнього середовища тощо) зазнає переважно їх поверхневий шар. Отже, такі характеристики, як зносостійкість, зародження та розвиток тріщини від втоми матеріалу, поява осередків корозії залежать у більшій мірі від опору поверхневого шару руйнуванню, ніж від властивостей матеріалу виробу в цілому. Для деталей, руйнування яких починається з поверхні, розроблено велику кількість методів поверхневого зміцнення, що ґрунтуються або на нанесенні покриття, або зміні стану (модифікуванні) поверхні, що може відбуватись як без зміни хімічного складу, так і зі зміною хімічного складу матеріалу біля поверхні.
У першому випадку, зміцнення деталей досягають шляхом осаджування на їх поверхні матеріалів, які за своїми властивостями відрізняються від основного металу, але найбільше відповідають умовам експлуатації за зносостійкістю, корозійною стійкістю, стійкістю до хімічного впливу, жаротривкістю тощо.
Під час зміни стану (модифікації) поверхневого шару відбувається фізико-хімічне перетворення в металі (сплаві), яке підвищує його опір руйнуванню.

## Класифікація методів поверхневого зміцнення
Усі відомі методи поверхневого зміцнення можна згрупувати у 5 основних класів:
- зміцнення шляхом утворенням плівки на поверхні виробу;
- зміцнення, пов'язане зі зміною хімічного складу поверхневого шару;
- зміцнення, пов'язане зі зміною структури поверхневого шару;
- зміцнення, пов'язане зі зміною енергетичного запасу поверхневого шару;
- зміцнення, пов'язане зі зміною тим чи іншим способом мікрогеометрії поверхні.

### Зміцнення з утворенням плівки на поверхні
До методів зміцнення з утворенням плівки на поверхні належать:
- утворення плівки в результаті хімічної реакції (оксидування: хімічне, термічне, електрохімічне, плазмове; сульфідування; фосфатування; хімічне осадження з газової та парової фази);
- фізичне осадження з випарів (вакуумне напилення яке може здійснюватись на основі: термічного випаровування, катодно-іонного бомбардування, прямого електронно-променеве випаровування, реактивного електронно-променевого випаровування, електронно-хімічного випаровування);
- електролітичне осадження (хромування, нікелювання, електрофорез, нікельфосфатування, борування, борохромування, хромофосфатування);
- термічне нанесення покриттів з матеріалів із потрібними властивостями (газотермічне напилення порошкових матеріалів[2]:плазмове, детонаційне, електродугове; наплавлення матеріалів[3]: лазерне, індукційне, плазмове, електрошлакове тощо).

### Зміцнення від зміни складу поверхневого шару виробу
Існують такі методи зміцнення через зміну хімічного складу поверхневого шару металевого виробу:
- хіміко-термічна обробка (дифузійне насичення неметалами: цементація, нітроцементація та ціанування, азотування, тощо; дифузійна металізація: алітування, хромування, борування, берилізація, титанування тощо);
- хімічна й фізико-хімічна дія (хімічна обробка, іонна імплантація, електроіскрова обробка тощо).

### Зміцнення через зміну структури поверхневого шару виробу
До методів зміцнення зі зміною структури поверхневого шару належать такі методи обробки поверхонь:
- фізико-термічна обробка (поверхневе загартування: з індукційним та електроконтактним нагріванням, газополуменеве, лазерне, плазмове загартування);
- електрофізична обробка (лазерна; електроерозійна: електроіскрова та електроімпульсна; плазмова);
- механічна обробка (зміцнення вібрацією, фрикційно-зміцнювальна, дробоструминна, ударно-імпульсна, обробка вибухом, поверхневе дорнування, термомеханічна, електромеханічна);
- поверхневе легування (з уведенням легувальних елементів газовим полум'ям, електричною дугою, плазмою, лазерним променем, пучком іонів, електроіскровим методом тощо)

### Зміцнення зі зміною енергетичного запасу поверхневого шару
Існують такі методи зміцнення зі змінюванням енергетичного запасу поверхневого шару:
- обробка в магнітному полі (термомагнітна, обробка імпульсним магнітним та власне магнітним полем);
- обробка в електричному полі.

### Зміцнення наклепом зі зміною мікрогеометрії поверхні
До методів зміцнення зі зміною мікрогеометрії поверхні з наклепом відносять:
- обробку різанням (точіння, шліфування, надшвидкісне різання);
- обробку методом пластичного деформування (накочування, обкочування, розкочування, вигладжування, вібронакочування, вібровигладжування, калібрування, відцентрово-ударне, віброударне зміцнення, дорнування тощо).

Часто використовуються комбіновані методи поверхневого зміцнення: анодно-механічна обробка, поверхневе легування з вигладжуванням, різання із впливом ультразвукових коливань, магнітно-абразивна обробка тощо.